# 뉴스JAPAN
《뉴스JAPAN》(ニュース・ジャパン, News JAPAN)은 일본의 후지 TV(CX·FNN) 계열이 제작·방영한 뉴스 정보 프로그램이다.

## 앵커

### 여성
- 안도 유코 (1994년 4월 ~ 2000년 3월)
- 다시로 나오코 (2000년 4월 ~ 2002년 9월)
- 다키가와 크리스텔 (2002년 10월 ~ 2009년 9월)
- 아키모토 유리 (2009년 10월 ~ 2012년 9월)
- 오시마 유카리 (2012년 10월 ~ 2015년 3월)

### 남성
- 미야가와 슌지 (1994년 4월 ~ 1998년 3월)
- 가와바타 겐지 (1998년 4월 ~ 1999년 3월)
- 모리 쇼이치로 (1999년 4월 ~ 2000년 3월)
- 고이즈미 요이치 (2000년 4월 ~ 2002년 9월)
- 아베 히루유키(2002년 10월 ~ 2003년 9월)
- 마쓰모토 마사야(2003년 10월 ~ 2009년 7월 27일)

2009년 7월 28일부터 남성 앵커는 진행하지 않음 (부재)

## 역대 타이틀
1994년부터 1999년까지는 서력을 두 자리 수로 표기하여, 예컨대 LIVE '9X 뉴스 JAPAN과 같이 사용하였다. 2000년대에 들어서는 서력을 네 자리 수로 표기하여 LIVE 20XX 뉴스 JAPAN이라는 형식을 취하였다. 그러나 2013년 3월부터는 LIVE 20XX라는 자막을 폐지하였다.

## 방송 시간

### 월,목요일
- 1994년 4월 ~ 1998년 3월 23:00 - 00:20
- 1998년 10월 ~ 2000년 3월 23:20 ~ 00:30
- 2000년 4월 ~ 2003년 3월 23:30 ~ 00:40
- 2003년 4월 ~ 2014년 3월 23:30 ~ 23:55
- 2014년 4월 ~ 2015년 3월 23:30 ~ 23:50

### 금요일
- 1994년 4월 ~ 1998년 3월 23:45 ~ 01:05
- 1998년 10월 ~ 1999년 9월 23:45 ~ 00:55
- 1999년 10월 ~ 2003년 3월 23:50 ~ 01:00
- 2003년 3월 ~ 2005년 3월 23:50 ~ 00:15
- 2005년 3월 ~ 2014년 3월 23:58 ~ 00:23
- 2014년 4월 ~ 2015년 3월 23:58 ~ 00:18

### 토요일
- 1994년 4월 ~ 1995년 3월 01:00 ~ 01:15

### 일요일
- 1994년 4월 ~ 1995년 3월 00:35 ~ 00:45
  - 단, 토요일, 일요일은 스포츠 WAVE의 내포.

## 그 외 뉴스 프로그램
- 뉴스 제로 (닛폰 TV 방송망 계열국)
- NEWS23 (도쿄 방송 계열국)
- 보도 스테이션 (TV 아사히 계열국)
- 월드 비즈니스 새틀 라이트（[[TV 도쿄]）
- 다 포르토!